# 岸潤一郎
岸 潤一郎（きし じゅんいちろう、1996年12月8日 - ）は、兵庫県尼崎市出身のプロ野球選手（外野手）。右投右打。埼玉西武ライオンズ所属。

## 経歴

### プロ入り前
尼崎市立難波小学校4年で「成徳イーグルス」に入団し、野球を始めた。その後、「金楽寺少年野球クラブ」へ移籍。捕手を中心に多くのポジションを務めた。6年時にはオリックス・バファローズジュニアに選出。尼崎市立中央中学校時代は「西淀ボーイズ」に所属。主に投手を務め、3年時には「NOMOジャパン」に選出された。
明徳義塾高等学校に進学後、1年春からベンチ入り。投手兼中軸打者として1年夏の第94回全国選手権、2年夏の第95回全国選手権、3年春の第86回選抜大会、同年夏の第96回全国選手権と4度の甲子園大会出場を果たす。1年夏は優勝した大阪桐蔭に敗れ、ベスト4。2年夏及び3年春はベスト8、3年夏は1回戦で岡本和真擁する智弁学園に10-4で快勝するも、2回戦で再度優勝する大阪桐蔭と対戦し、3-5で敗れた。
3年秋の長崎国体では優勝を達成した。第10回U-18アジア選手権に出場する日本代表にも選出され、準優勝に貢献。高校通算24本塁打。
高校時代の監督・馬淵史郎の母校である拓殖大学に進学し、1年春からリーグ戦に出場。その一方で相次いで肩や肘の故障に見舞われていた。2年夏に右肘のトミー・ジョン手術を受けるも術後の経過が思わしくなく、3年秋に野球部を退部するとともに大学を中退。
その後、四国アイランドリーグplus（四国IL）・徳島インディゴソックスの球団社長より、両親を通じ、入団の誘いを受ける。二度と選手としてプレーしないと決めていたが、母から「プロになれるかなれないかは別として、もう一度野球している姿を見たい」と言われたことがきっかけとなり、2017年11月10日、リーグのトライアウトに参加し特別合格。11月12日に行われたドラフト会議において徳島より4位指名を受けた。背番号は22。

### 四国IL・徳島時代
2018年、開幕時点では投手登録であったが、前期シーズン中の登板はなく、後に外野手登録に変更。主に一塁手、外野手として64試合に出場し、打率.275ながら38盗塁を記録して最多盗塁を獲得、外野手部門のベストナインを受賞した。
2019年、外野手登録ながらリーグ戦出場全試合を遊撃手として出場。主に1番打者を務め、出場69試合で打率.265、3本塁打、25打点、35盗塁の成績を残し、チームの年間総合優勝に貢献した。四国IL選抜チームの一員として6月上旬からの北米遠征にも参加し、遠征先のカナディアン・アメリカン・リーグでは出場19試合で打率.321、1本塁打、6打点、4盗塁の成績を残している。
2019年10月17日に行われたNPBドラフト会議にて埼玉西武ライオンズから8位指名を受け、契約金1000万円、年俸500万円で仮契約（金額は推定）を合意し、入団。背番号は68。なお、本ドラフトでは徳島のチームメイトでもある上間永遠が西武から7位指名、平間隼人が読売ジャイアンツから育成1位指名を受けた。

### 西武時代
2020年は7月5日にプロ入り初の一軍へ昇格。その日のオリックス・バファローズ戦（メットライフドーム）では8回裏に中村剛也の代打で初出場。
2021年は初の開幕一軍入りを果たすも、9打数無安打と結果を残せず、4月17日に一軍登録を抹消される。しかしチームに故障者が続発した上、源田壮亮が新型コロナウイルスに感染し、その濃厚接触者も登録抹消された関係で、5月28日に「特例2021」の代替選手として再び一軍へ昇格。直後にリーグトップの盗塁数を記録していた若林楽人が左膝前十字靭帯損傷で離脱し、6月1日の対読売ジャイアンツ戦（東京ドーム）で先発出場すると鍵谷陽平から初安打、初本塁打、初打点を左中間越本塁打で記録した。さらに同3日には3試合連続マルチヒットとなる初の猛打賞も記録し、6月8日からの8連戦では2試合で先頭打者本塁打を放ち、この活躍があって以降は苦しいチーム事情の中で出番を増やした。前年は一軍で両翼の守備に就いたが、金子侑司の不振等も重なり初めて一軍で中堅の守備に就き、打球判断や両翼との連係など中堅守備への適応や2割前半の打率に苦しみながらも様々な打順で中堅手として先発起用され、10月10日の東北楽天ゴールデンイーグルス戦ではプロ初のサヨナラ打を放った。この年は100試合に出場し、うち80試合は先発で出場した。打順別では2番が最多の30試合であったが、打率.220・出塁率.263と課題を残した。オフに、1050万円増となる推定年俸1600万円で契約を更改した。
2022年は4月6日の楽天戦でシーズン初本塁打を記録したが、股関節の怪我で調子を落とし、45試合の出場で打率.205、2本塁打、7打点に終わった。オフに150万円減の推定1450万円で契約を更改した。
2023年は6月14日に特例2023の代替指名選手として一軍に昇格すると、8月4日の対オリックス戦（ベルーナドーム）で2-2の同点で迎えた9回一死無走者の打席で阿部翔太からプロ初のサヨナラ本塁打を放った。シーズン通算では61試合に出場、打率.209、3本塁打、12打点の成績であった。オフに200万円増の推定年俸1650万円で契約を更改した。

## 選手としての特徴
積極的でパンチ力を秘めた打撃と50m走5秒80の俊足を活かした果敢な走塁と広い守備範囲、内外野複数ポジションをこなすユーティリティー性が持ち味。
5年目の2024年シーズン中には打撃で進歩を見せ、「普段から松井（稼頭央）監督や高山（久打撃）コーチから教わっていることが、実戦で生かせています。前に突っ込まないように心掛けていて、追い込まれても変化球をヒットにできるようになってきました」と述べている。また同年4月19日には本塁打を放ったが、「僕は野球を始めた小学生の頃から、1打席目にホームランが出ると、『今日は打てるわ』と調子に乗ってしまい、5打数1安打（1本塁打）に終わってしまうケースが多い。体が自然にそっち（大振り）になってしまうのです」と語っており、本塁打は｢極力打ちたくない｣とのこと。

## 人物
明徳義塾高校時代は4度の甲子園出場を果たし、「甲子園の申し子」と呼ばれた。その後は拓殖大学に進学するも、右肘の故障で野球部を退部し、大学も中退に。一時は野球を断念したことから「消えた天才」と呼ばれ、テレビ番組で特集された経験を持つ。岸もそのことについて「消えたんだから、天才じゃないんですよ」と笑いながら語っている。
高校時代から子供好きを公言しており、甲子園出場選手が提出するアンケートでは「将来の夢」の項目に「保育士」と記入していた。
少年野球で初めて着けた背番号「22」に強い愛着を持っており、徳島時代も「初心に帰る」という意味も込めて着けていた。なお、西武入団後も岸は「22番を目指してやりたいです」と語っている。

## 詳細情報

### 年度別打撃成績
| 年 度     | 球 団     | 試 合 | 打 席 | 打 数 | 得 点 | 安 打 | 二 塁 打 | 三 塁 打 | 本 塁 打 | 塁 打 | 打 点 | 盗 塁 | 盗 塁 死 | 犠 打 | 犠 飛 | 四 球 | 敬 遠 | 死 球 | 三 振 | 併 殺 打 | 打 率 | 出 塁 率 | 長 打 率 | O P S |
| --------- | --------- | ----- | ----- | ----- | ----- | ----- | -------- | -------- | -------- | ----- | ----- | ----- | -------- | ----- | ----- | ----- | ----- | ----- | ----- | -------- | ----- | -------- | -------- | ----- |
| 2020      | 西武      | 5     | 3     | 2     | 0     | 0     | 0        | 0        | 0        | 0     | 0     | 0     | 1        | 0     | 0     | 1     | 0     | 0     | 1     | 0        | .000  | .333     | .000     | .333  |
| 2021      | 西武      | 100   | 338   | 304   | 29    | 67    | 9        | 1        | 9        | 105   | 30    | 2     | 1        | 15    | 1     | 13    | 0     | 5     | 49    | 10       | .220  | .263     | .345     | .609  |
| 2022      | 西武      | 45    | 83    | 73    | 10    | 15    | 1        | 2        | 2        | 26    | 7     | 1     | 1        | 2     | 0     | 5     | 0     | 3     | 9     | 0        | .205  | .284     | .356     | .640  |
| 2023      | 西武      | 61    | 197   | 177   | 16    | 37    | 5        | 0        | 3        | 51    | 12    | 3     | 2        | 4     | 1     | 11    | 0     | 4     | 33    | 6        | .209  | .269     | .288     | .588  |
| 2024      | 西武      | 98    | 311   | 287   | 25    | 62    | 9        | 2        | 6        | 93    | 25    | 4     | 5        | 7     | 0     | 14    | 0     | 3     | 50    | 7        | .216  | .260     | .324     | .584  |
| 通算：5年 | 通算：5年 | 309   | 932   | 843   | 80    | 181   | 24       | 5        | 20       | 275   | 74    | 10    | 10       | 28    | 2     | 44    | 0     | 15    | 142   | 23       | .215  | .265     | .326     | .592  |

- 2024年度シーズン終了時

### 年度別守備成績
| 年 度 | 球 団 | 外野  | 外野  | 外野  | 外野  | 外野  | 外野     |
| 年 度 | 球 団 | 試 合 | 刺 殺 | 補 殺 | 失 策 | 併 殺 | 守 備 率 |
| ----- | ----- | ----- | ----- | ----- | ----- | ----- | -------- |
| 2020  | 西武  | 5     | 2     | 0     | 0     | 0     | 1.000    |
| 2021  | 西武  | 93    | 161   | 5     | 3     | 2     | .982     |
| 2022  | 西武  | 43    | 46    | 2     | 2     | 0     | .960     |
| 2023  | 西武  | 60    | 93    | 2     | 0     | 0     | 1.000    |
| 2024  | 西武  | 91    | 176   | 2     | 1     | 1     | .994     |
| 通算  | 通算  | 292   | 478   | 11    | 16    | 3     | .988     |

- 2024年度シーズン終了時

### 記録

#### NPB
初記録
- 初出場・初打席：2020年7月5日、対オリックス・バファローズ6回戦（メットライフドーム）、8回裏に中村剛也の代打で出場、山田修義から右飛
- 初先発出場：2021年4月3日、対福岡ソフトバンクホークス2回戦（福岡PayPayドーム）、「9番・左翼手」で先発出場
- 初安打・初本塁打・初打点：2021年6月1日、対読売ジャイアンツ1回戦（東京ドーム）、7回表に鍵谷陽平から左中間越ソロ
- 初盗塁：2021年10月2日、対北海道日本ハムファイターズ19回戦（札幌ドーム）、4回表に二盗（投手：ドリュー・バーヘイゲン、捕手：宇佐見真吾）

### 独立リーグでの打撃成績
| 年 度     | 球 団     | 打 率 | 試 合 | 打 席 | 打 数 | 得 点 | 安 打 | 二 塁 打 | 三 塁 打 | 本 塁 打 | 打 点 | 三 振 | 四 球 | 死 球 | 犠 打 | 犠 飛 | 盗 塁 | 長 打 率 | 出 塁 率 | 併 殺 打 |
| --------- | --------- | ----- | ----- | ----- | ----- | ----- | ----- | -------- | -------- | -------- | ----- | ----- | ----- | ----- | ----- | ----- | ----- | -------- | -------- | -------- |
| 2018      | 徳島      | .275  | 64    | 250   | 218   | 45    | 60    | 7        | 6        | 3        | 18    | 34    | 15    | 11    | 4     | 2     | 38    | .403     | .349     | 5        |
| 2019      | 徳島      | .267  | 69    | 285   | 243   | 40    | 65    | 13       | 3        | 3        | 25    | 38    | 32    | 4     | 4     | 2     | 35    | .383     | .359     | 3        |
| 通算：2年 | 通算：2年 | .271  | 133   | 535   | 461   | 85    | 125   | 20       | 9        | 6        | 43    | 72    | 47    | 15    | 8     | 4     | 73    | .393     | .355     | 8        |

- 各年度の太字はリーグ最高

### 背番号
- 22（2018年 - 2019年）
- 68（2020年[16] - ）

### 登場曲
- ももいろクローバーZ
  - 「走れ！」（2021年）
  - 走れ！ -ZZ ver.-
サラバ、愛しき悲しみたちよ（2022年）[39]
- TM NETWORK
  - Get Wild（2023年）

### 代表歴
- 第10回18Uアジア野球選手権大会日本代表